# Старчик Володимир Андрійович
Володимир Андрійович Старчик (народився 13 квітня 1980 року, м. Кременчук) - український шосейний велогонщик, який виступав на професійному рівні в період 2007-2013 років. Майстер спорту міжнародного класу України. Чемпіон України в груповій гонці, переможець і призер багатьох шосейних велогонок. Спортивний директор української континентальної команди "Amore & Vita".

## Біографія
Володимир Старчик народився 13 квітня 1980 року в місті Кременчук Полтавської області.
Вперше заявив про себе в 1999 році, зайнявши друге місце в генеральній класифікації «Тура де Рібас».
У 2000 році фінішував другим на «Трофі Темпестіні Ледо», поступившись лідерством італійському гонщику Даніеле Беннаті .
У 2001 році здобув перемогу на ще одній гонці в Італії - «Коппа Коллеккьо».
На шосейному чемпіонаті України 2006 року завоював в заліку групової гонки срібну медаль, поступившись Володимир Загородній. Виграв окремі етапи на «Вуельті Картахени» і «Вуельті Арагона». Взяв участь у шосейному чемпіонаті світу в Зальцбурзі, де, проте, зійшов з дистанції в груповій гонці.
У 2007 році приєднався до польської професійній команді MapaMap-BantProfi, з якої в числі іншого виступив на багатоденній гонці вищої категорії «Тур озера Цинхай».
Сезон 2008 року провів у латвійській континентальної команді Dynatek-Latvia. Відзначився виступами на «Меморіалі Марко Пантані», «Турі озера Цинхай», «Турі Хайнань». В «Турі Болгарії» зумів виграти один з етапів .
Починаючи з 2009 року протягом двох років представляв американо-українську команду Amore & Vita-McDonald's. У цей період запам'ятався перемогою на чемпіонаті України в груповій гонці , а також в гонках Univest Grand Prix і Snake Alley Criterium в США. Увійшов в десятку найсильніших на «Турі озера Цинхай». Зайняв 15 місце на «Міжнародному чемпіонаті Філадельфії по велоспорту». Виступив на світовій першості в Мендрізіо і у кількох інших престижних перегонах.
У 2011 році ненадовго став членом українсько-італійського проекту Lampre-ISD, але не домігся тут якихось значних досягнень, стартував лише на «Турі озера Цинхай» і « Туре озера Тайху » в Китаї.
У 2012 році представляв іранський клуб "Uzbekistan Suren", відзначився виступами на кількох гонках першої і другої категорій.
Останній сезон на професійному рівні провів у 2013 році, повернувшись в команду Amore & Vita. Потім займав в цій команді посаду спортивного директора .